# 차이밍량
차이밍량(중국어: 蔡明亮, 병음: Cài Míngliàng, 1957년 10월 27일 ~ )은 중화민국의 영화 감독이다. 말레이시아 출신 중국인으로, 리안과 함께 뉴웨이브 영화의 대표적 감독으로 꼽힌다. 《애정만세》로 1994년 베네치아 영화제 황금사자상을 수상했다.

## 작품
- 청소년 나타 (1992년)
- 애정만세 (1994년)
- 하류 (1997년)
- 구멍 (1998년)
- 신과의 대화 (2001년)
- 거기 몇시니? (2001년)
- 천교는 보이지 않는다 (2002년)
- 안녕, 용문객잔 (2003년)
- 흔들리는 구름 (2005년)
- 홀로 잠들고 싶지 않아 (2006)
- 얼굴 (2009)
- 떠돌이 개 (2013)
- 데이즈 (2020)